# آاس‌اآ
آاس‌ای‌آ (به سوئدی: Allmänna Svenska Elektriska Aktiebolaget) یا به اختصار ASEA یک شرکت صنعتی سوئدی بود که در سال ۱۹۸۸ با شرکت سوئیسی براون، باوری & سی ادغام شد تا گروه آب‌ب را تشکیل دهد. شرکت آاس‌ای‌آ هنوز هم وجود دارد، اما فقط به عنوان یک شرکت هولدینگ که مالک ۵۰ درصد از سهام گروه آب‌ب است.